# Blepharepium inca
Blepharepium inca är en tvåvingeart som beskrevs av Charles Howard Curran 1942. Blepharepium inca ingår i släktet Blepharepium och familjen rovflugor.
Artens utbredningsområde är Peru. Inga underarter finns listade i Catalogue of Life.